# Made in China

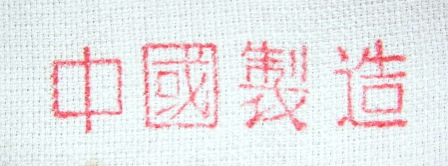
Etichetta originale

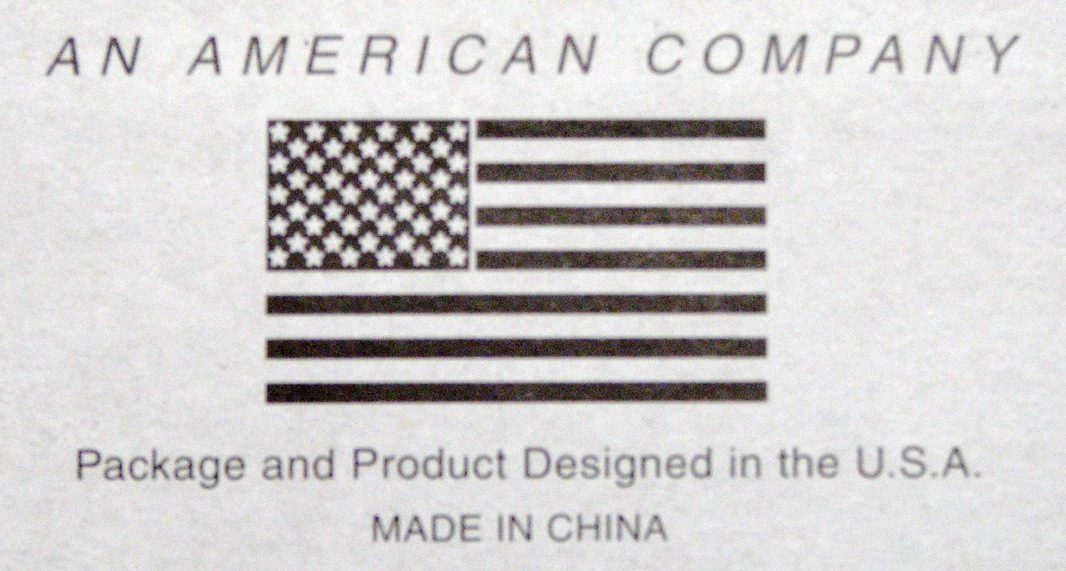
"Made in China"

Made in China (in cinese mandarino: 中国制造, traslitterato in Pinyin: Zhōngguó zhìzào) è una etichettatura del paese di origine di prodotti creati nella Repubblica Popolare Cinese.

## Terminologia
"Made in China" è usato per i prodotti fabbricati nella Repubblica Popolare Cinese. I prodotti della Repubblica di Cina sono marchiati "Made in Taiwan".

## Branding
Il marchio "Made in China" fu messo in primo piano durante la Guerra fredda per indicare negativamente i prodotti cinesi, ritenuti non sicuri e provenienti da uno Stato socialista.

### Marketing
È il marchio probabilmente più diffuso nel mondo dato il numero elevato di prodotti fabbricati nel paese di origine, uno dei più grandi per le esportazioni.

## Richiami di prodotti irregolari

### Negli USA
Nel 2007, per esempio, organismi di controllo sulla sicurezza dei prodotti hanno richiamato in USA, Canada, Unione europea, Australia e Nuova Zelanda prodotti irregolari, fuori legge come giocattoli paste dentifrice, rossetti, e pesce.
Nel 2008 vengono richiamati dalla U.S. Food and Drug Administration (FDA) prodotti contaminati da eparina.

## Confisca di prodotti irregolari

### In Italia
Giocattoli e altri articoli per bambini non conformi alla normativa che richiede alcune indicazioni obbligatorie a tutela della salute dei bambini, vengono sequestrati negli esercizi commerciali sul territorio nazionale, in vendita a prezzi notevolmente inferiori rispetto a quelli normalmente praticati nel settore. Privi del marchio di conformità alle normative europee ovvero marchio CE, ma anche di beni contraffatti.
Prodotti con etichettatura Made in Italy presentano alcune volte provenienza dubbia; ad esempio capi di biancheria intima, abbigliamento in generale. Vengono così sequestrate le merci in esercizi commerciali di merce contraffatta. Sugli imballi sono riportate, falsamente, indicazioni merceologiche sulla provenienza e sull'origine italiana dei prodotti, incorniciate, anche da simbologie, inequivocabili, come le bandiere tricolori. Viene così configurato il reato di frode in commercio, in relazione alla legge che tutela l'italianità dei prodotti.